# Västerhaninge församling
Västerhaninge församling var en församling i Stockholms stift och i Haninge kommun i Stockholms län. Församlingen uppgick 2002 i Västerhaninge-Muskö församling.

## Administrativ historik
Församlingen har medeltida ursprung och utgjorde till 1731 ett eget pastorat. 1731 utbröts Muskö församling och församlingen var därefter till 2002 moderförsamling i pastoratet Västerhaninge och Muskö. Församlingen uppgick 2002 i Västerhaninge-Muskö församling.

## Organister
| Ämbetstid | Namn                         | Levnadstid | Övrigt    |
| --------- | ---------------------------- | ---------- | --------- |
| 1959–1964 | Åke Erland Ingemar Erlandson | 1909–      | Organist. |

## Kyrkor
- Västerhaninge kyrka
- Tungelsta kyrka